# Caviria andeola
Caviria andeola är en fjärilsart som beskrevs av William Schaus 1927. Caviria andeola ingår i släktet Caviria och familjen tofsspinnare. Inga underarter finns listade i Catalogue of Life.